# Groupe des collines occidentales
Le groupe des collines occidentales  (西山會議) est une faction interne du Parti nationaliste chinois (Kuomintang) très active durant les années 1920. Il est formé durant une réunion au temple Biyun de Pékin réunissant les cadres hostiles à l'influence communiste en novembre 1925 dans le quartier des collines occidentales (en). Près de la moitié des principaux cadres du Kuomintang a assisté à cette réunion. Le groupe comprenait notamment Lin Sen, Ju Zheng (en), Zou Lu, et Xie Chi. Durant la lutte de pouvoir qui suit la mort de Sun Yat-sen, le groupe soutient Hu Hanmin contre Wang Jingwei et les centristes dirigés par Tchang Kaï-chek. Hu Hanmin était le successeur désigné par Sun Yat-sen mais il n'accepta pas les idées très réactionnaires du groupe des collines occidentales.

## Histoire
Le Parti Nationaliste avait remporté les élections nationales parlementaires de 1912. Lin Sen fut désigné comme président du parlement en avril 1913. mais, dès juillet, le gouvernement de Beiyang s'est effondré sous la tentative monarchique de Yuan Sikai. Celui-ci prononça l'interdiction du Kuomintang. Ainsi, le parti dut se réfugier au Guangdong, à Guangzhou. Soutenu par l'Union soviétique, le parti communiste chinois et le Kuomintang scellèrent en 1923 une alliance pour former le premier Front Uni selon laquelle les membres des deux formations collaboreraient étroitement ensemble pour la réunification du pays. Avec cet accord, Sun Yat-sen put recevoir de l'URSS un puissant soutien logistique en armes et s'ancrer durablement  à Guangzhou, la plus importante ville portuaire du sud de la Chine. Dès lors, le Kuomintang lutta contre les seigneurs de la guerre chinois et le gouvernement de Beiyang.

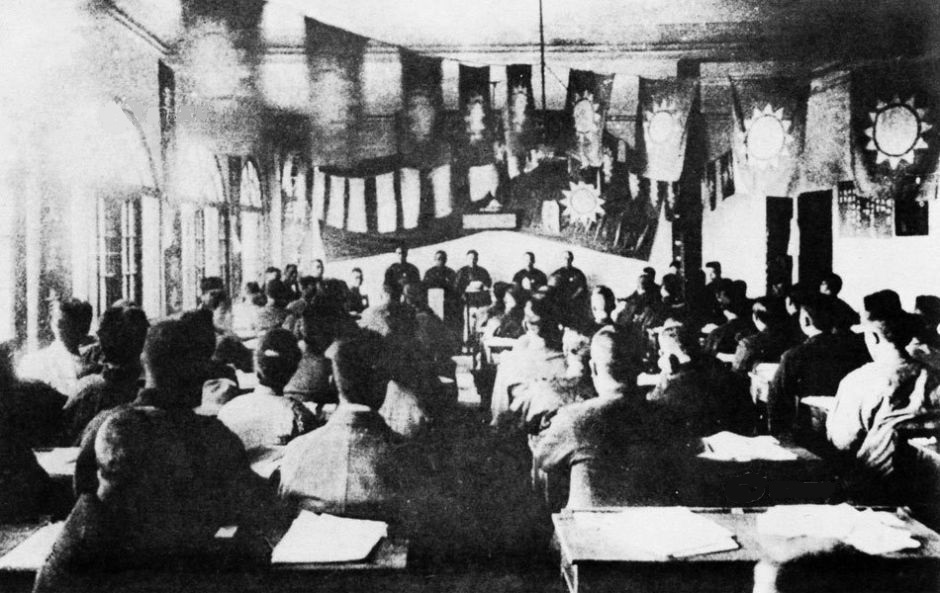
Conférence du Kuomintang du 23 novembre 1925, au temple de Beyun, Pékin, qui vit la fondation du groupe des collines occidentales.

Après la mort de Sun Yat-sen en mars 1925, le Kuomintang dut faire face à une lutte de pouvoir qui aboutit à la guerre Yunnan-Guangxi. Le parti était très divisé. Son aile gauche, dirigée par Wang Jingwei poussait vers une orientation très sociale et une collaboration plus étroite avec les communistes jusqu'au putsch de Canton de 1926. L'aile droite était dominée par Hu Hanmin. Ce dernier sera en août 1925 écarté et exilé après l'assassinat de  Liao Zhongkai.
Le groupe des Collines Occidentales fut fondé lors d'une conférence qui eut lieu le 23 novembre 1925 intitulée « Quatrième plénum CEC » au temple Biyun à Pékin, en novembre 1925, dans le quartier des collines occidentales. Cela montrait bien que la faction prétendait agir en tant que véritable comité exécutif du parti. Un appel à la grève fut publié et diffusé "contre l'adhésion des communistes dans le parti". Le 2 décembre, une nouvelle résolution appela à expulser les quatre membres communistes membres du comité exécutif ainsi que leurs cinq suppléants, comprenant Mao Zedong. Puis, le 4 décembre, le groupe vota pour mettre fin à la mission de conseille militaire du soviétique Mikhaïl Borodine. Le 5 décembre, le groupe parvint à faire partir Wang Jingwei pour six mois.

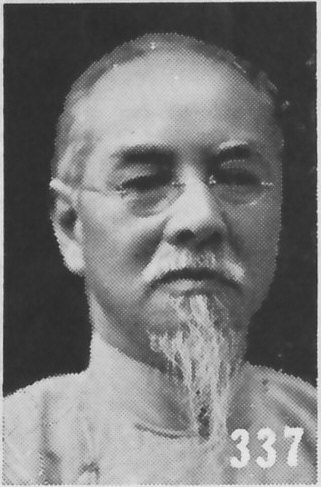
L'ancien député Lin Sen, le membre le plus célèbre de la faction des collines occidentales.

Les partisans de Wang Jingwei ne reconnaissent pas ces décisions. Ils font valoir que la conférence de Beijing n'avait pas atteint le quorum nécessaire pour faire adopter de nouvelles règles au parti, à savoir un quorum de quinze membres du comité exécutif. Or il en manquait un pour que ces décisions puissent être appliquées.
Si Lin Sen a apporté son prestige et a favorisé les débats au cours de la conférence, il s'est par la suite rétracté et s'est mis en retrait concernant les résolutions qui y furent prises. Une "Société pour la Promotion de l'Étude de Sun Yat-sen" fut fondée pour promouvoir le courant anti-communiste au sein du Kuomintang. 
Wang Jingwei répliqua à l'initiative du groupe des collines occidentales en convoquant une seconde conférence du parti à Guangzhou le 1er janvier 1926. Les résolutions prises lors de la précédente conférence de Pékin furent frappées de nullité, et le groupe des Collines Occidentales fut chassé du parti. Bien que la conférence de Guangzhou fut pour Wang Jingwei un triomphe politique ainsi que pour l'aile-gauche du parti, elle provoqua une forte réaction car beaucoup des cadres du parti s'inquiétaient désormais de la place et l'influence grandissante que prenait le communisme dans le Kuomintang. De plus, le groupe des Collines Occidentales fonda à Shanghai un nouveau QG du parti qui se posait en rival de celui de Canton. Avec le putsch de Canton, l'aile gauche du Kuomintang et les communistes furent brisés par Tchang Kaï-shek.
Le Kuomintang a subi en janvier 1927 une autre fracture idéologique. Les partisans de Wang Jingwei, exilé pour un temps en France, se rassemblèrent à Hankou et se fédérèrent contre la politique autocratique et militariste de Tchang Kaï-shek. Ce dernier rassembla dans le même temps ses partisans à Nanchang. En mars 1927, lançant l'Expédition du Nord, l'armée de Tchang Kaï-shek captura Shanghai et Nanjing. Le 19 avril, un « gouvernement national » y fut proclamé à Nanjing avec Hu Hanmin comme président et Tchang Kaï-shek comme commandant des forces militaires. Ce gouvernement visait donc à réunifier les tendances de la faction de Shanghai et de Nanchang. Mais Tchang Kaï-shek poursuivit aussitôt la purge des communistes et de leurs alliés.
En interceptant un message provenant de Moscou appelant à fomenter un coup d'état à Hankou, Tchang Kaï-shek organisa une purge méthodique des communistes le 15 juillet 1927. Au mois d'août, le groupe des collines occidentales tenta de négocier un rapprochement entre l'aile gauche du parti toujours présent à Hankou et Tchang Kaï-shek basé à Nanjing. Tchang Kaï-shek, pour faciliter la réconciliation et apaiser les tensions, partit effectuer un voyage au Japon.
Hu Hanmin présida alors réellement le Kuomintang et parvint à réunifier les tendances internes avec l'appui du groupe des collines occidentales. À ce moment-là, ce groupe devint la faction dominante au sein du parti. Mais les militaires n'entendaient pas perdre de leur influence dans le parti et le 6 janvier 1928, exigèrent le rappel de Tchang Kaï-shek à la tête de l'armée du Kuomintang. Hu Hanmin dû, quant à lui, effectuer un long voyage vers l'Europe. Dès lors, Tchang Kaï-shek avait les mains libres pour, en février, démettre les ministres issus de la faction des collines occidentales et les remplacer par les frères Chen Guofu et Chen Lifu, leaders de la clique du Club central. Cette faction ne dura guère et fut vite à nouveau éclipsée puis absorbée par le groupe des collines occidentales. Lorsque Hu Hanmin revint d'Europe en octobre, il fut nommé président de l'assemblée législative avec Lin Sen comme vice-président. L'alliance entre Hu Hanmin et Tchang Kaï-shek dura jusqu'en février 1931 lorsque Tchang Kaï-shek mit Hu Hanmin en résidence surveillée.
Bien que le groupe des collines occidentales soit souvent amalgamé à l'« extrême droite » ou « droite radicale », ses résolutions appelaient uniquement à l'expulsion des communistes du Kuomintang. Ils étaient prêts à collaborer avec les communistes mais refusaient que ces derniers noyautent leur parti. Cette position peut être considérée comme étant finalement assez modérée vis-à-vis que la politique d'extermination qu'emploiera Tchang Kaï-shek pour expurger la chine du communisme au début de décembre 1930.
Lin Sen devint président de la Chine de 1931 à 1943. Cependant, ce n'était qu'un poste honorifique sans influence sur la politique du pays. À l'instar de Ju Zheng, il fut aussi à la tête de l'appareil judiciaire de 1932 à 1947 en étant également président de la cour constitutionnelle Yuan.